# Мартынцы (Белгородская область)
Мартынцы — село в Ровеньском районе Белгородской области. Входит в состав Ржевского сельского поселения.

## География
Находится в юго-восточной части Белгородской области, в лесостепной зоне, в пределах Среднерусской возвышенности, на расстоянии примерно 21 километра (по прямой) к северо-востоку от посёлка сельского типа Ровеньки, административного центра района. Абсолютная высота — 161 метр над уровнем моря.

### Климат
Климат характеризуется как умеренно континентальный, с холодной зимой и тёплым засушливым летом. Среднегодовая температура воздуха — 5,9 °C. Средняя температура воздуха самого холодного месяца (февраля) — −8,8 °C; самого тёплого месяца (июля) — 20,4 °C (абсолютный максимум — 38,5 °C). Годовое количество атмосферных осадков — 494 мм, из которых 342 мм выпадает в период с апреля по октябрь.

### Часовой пояс
Село Мартынцы как и вся Белгородская область, находится в часовой зоне МСК (московское время). Смещение применяемого времени относительно UTC составляет +3:00.

## Население
| 1859 | 1897 | 2002 | 2010 |
| ---- | ---- | ---- | ---- |
| 402  | ↗682 | ↘265 | ↘211 |

### Половой состав
По данным Всероссийской переписи населения 2010 года в гендерной структуре населения мужчины составляли 49,8 %, женщины — соответственно 50,2 %.

### Национальный состав
Согласно результатам переписи 2002 года, в национальной структуре населения русские составляли 97 %.